# William W. Stewart
William W. Stewart, född i Skottland omkring 1776, död 1851, tjänstgjorde i kungliga brittiska flottan mellan 1793 och 1797. Som sjöman deltog han i landstigningen på Martinique i Västindien under C. Grey, då amiral John Jervis eskader erövrade den franska kolonin.
År 1801 anlände Stewart till Sydneyviken vid ön Port Jackson med briggen Harrington (som ägdes av företaget Chase och Co.). Han köpte en slup tillsammans med John Palmer, som var generalintendent i företaget Bass Strait Sealing Trade. De följande åren ägnade han sig åt sälfångst vid Antipodöarna.

## Stewart Island
År 1809 var Stewart förstestyrman på fartyget Pegasus, som seglade farvatten omkring Sydön (Nya Zeeland). Vid en bukt längst i söder fann han en skyddad hamn och kallade den South Bay, senare omdöpt till Port Pegasus. Han fick uppdraget att kartlägga hela den södra delen och fann ett sund i norr som skiljde ön (Stewartön) från Sydön.
År 1840 ankrade HMS Buffalo vid Mercury Bay på östra sidan av Nordön. Fartyget skulle lasta kauritimmer, och på platsen fanns Stewart samt maoriern Aka Brown. En storm blåste upp den 28 juli och fartyget förliste. Stewart och Brown räddade kaptenen och besättningen.
Tidigt år 1850 besökte Stewart kapten J. W. Harris på dennes handelsstation vid Poverty Bay. Där dog William Stewart den 10 september 1851.

## Eftermäle
Stewartön, den sydligaste av de nyzeeländska öarna, har uppkallats efter en skotsk säljägare av klanen Stewart (Stuart). Han var jakobit och bar till sin död sin klans tartan och skildras av Thomson som en man som ”sett världen och drack burgunder”.

## Galleri

Stewart Island map-en
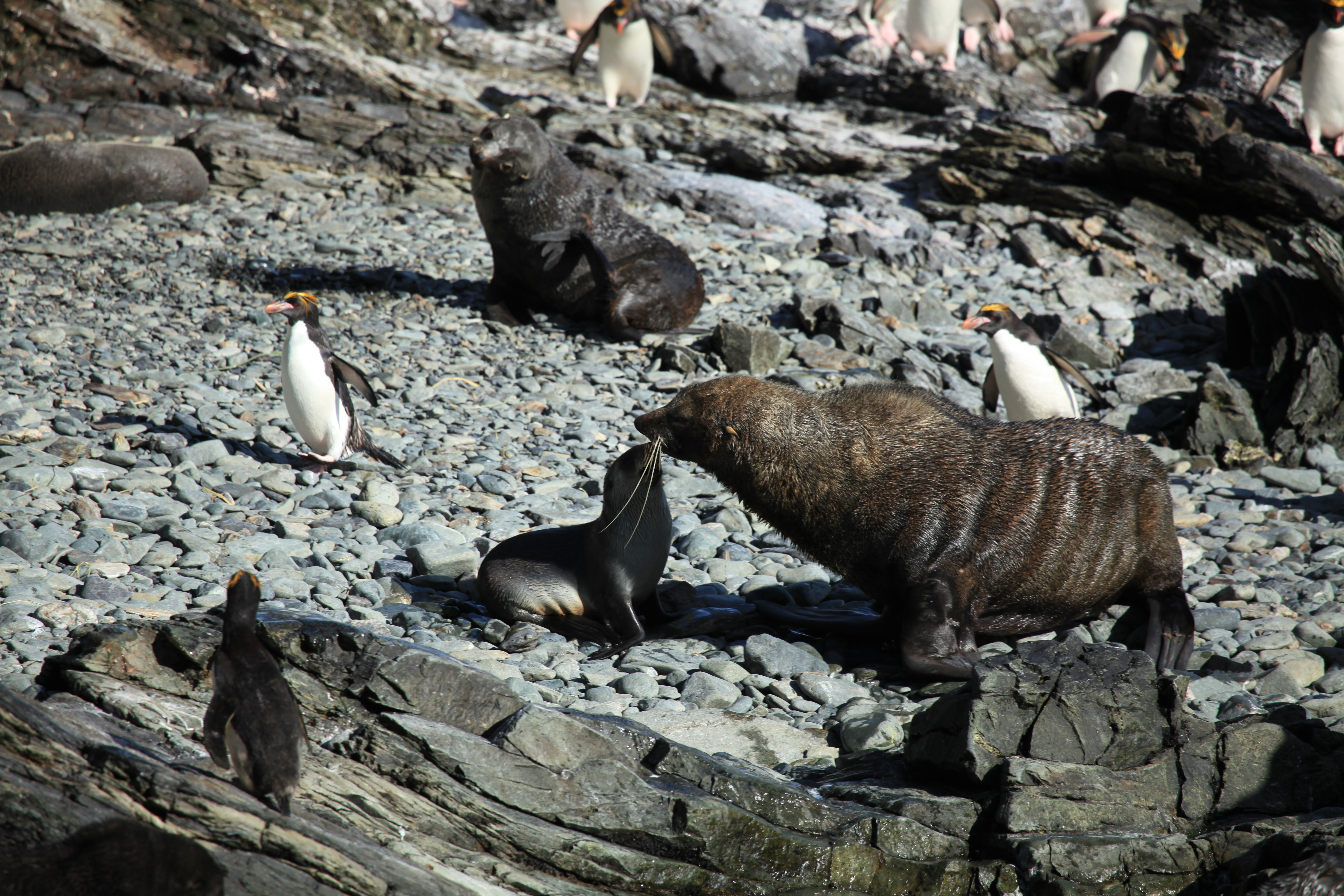
Antarctic Fur Seals amid Macaroni Penguins (5893084890)
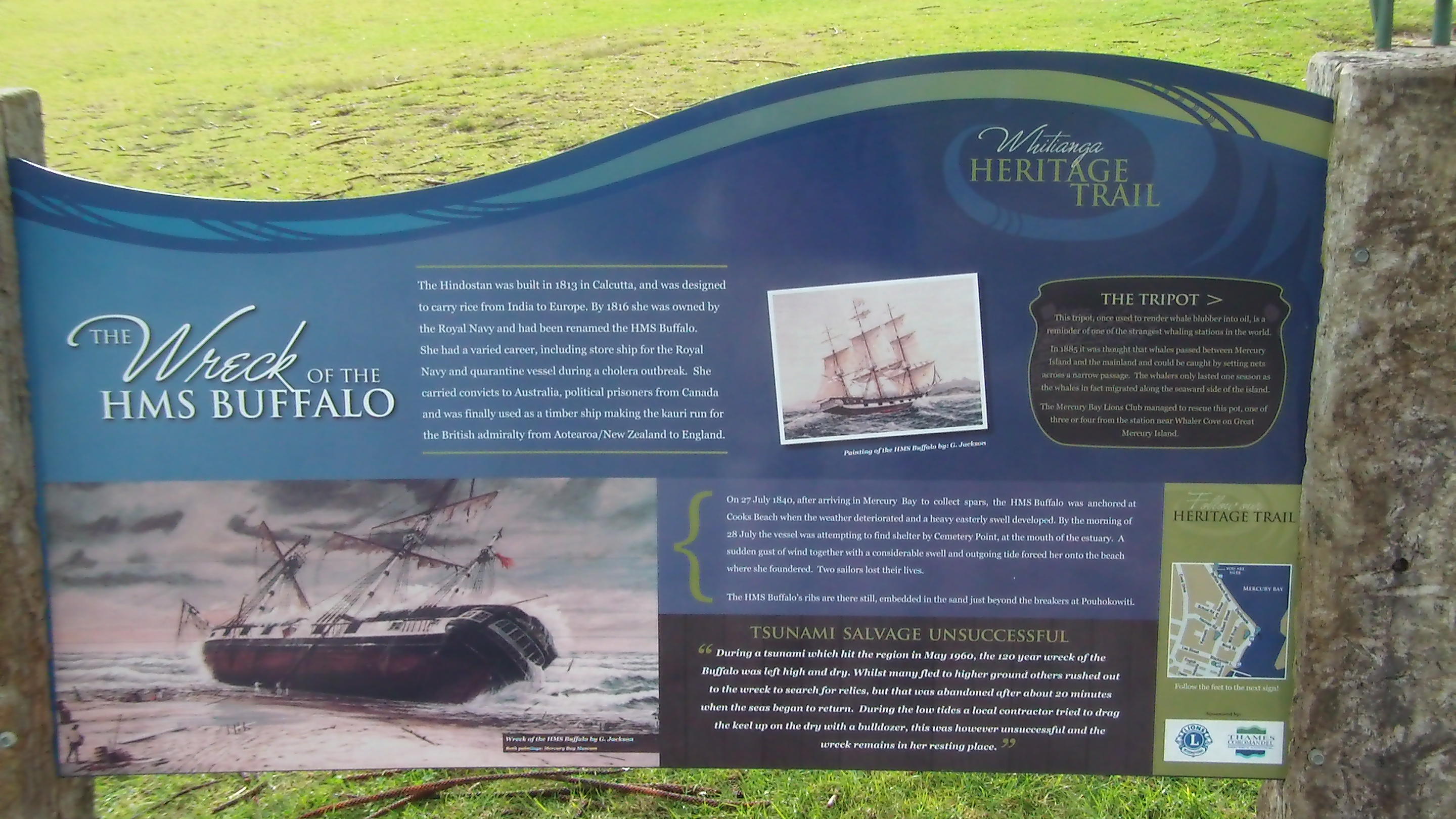
H.M.S. Buffalo Minnessten